# وهنان
وهنان، روستایی از توابع بخش مرکزی شهرستان بهار در استان همدان ایران است.

## جمعیت
این روستا در دهستان سیمینه رود (زاغه) قرار دارد و براساس سرشماری مرکز آمار ایران در سال ۱۳۹۵، جمعیت آن ۱۱۸۰ نفر (۳۴۳خانوار) بوده است.

## زبان و فعالیت
زبان مردم این روستا زبان فارسیشبیه به یکی از لهجه های  همدانی  بوده ولی اغلب ساکنان دره‌های این بخش از کوهستان الوند (قسمت شمالی الوند) چند زبانه هستند یعنی علاوه بر زبان مادری بزبان‌های سایر دهکده‌های مجاور نیز صحبت می‌نمایند.
خصوصیات این دهکده محصور شدن از سه جهت به وسیلهٔ کوه است و مشاغل اکثر جماعت از قدیم دامداری همراه با زراعت و باغداری بوده و از گذشته‌های دور گردوی وینان در میان دیگر جماعت مشهور بوده و یقین داشتند گردوی وینان مرغوب و پوست نازکی دارد که با دست قابل جدا شدن است.